# Alois Wachsman
Alois Wachsman (14. května 1898 Praha – 16. května 1942 Jičín) byl český malíř, scénograf a architekt.

## Život
Pocházel z umělecké rodiny, jeho otec byl zubní lékař. Jeho prastrýcem byl malíř Bedřich Wachsmann, strýci malíř prof. Bedřich Wachsmann ml. (1871–1944), rakouský malíř a skladatel prof. Julius Wachsmann (1866–1936), literární kritik a překladatel Arnošt Procházka (bratranec nevlastní matky Julie), tetou rakouská malířka smaltu Rosa Wachsmann (sestra Julia, 1873–?), bratrancem Jiří Voskovec a neteří herečka Anna Pitašová.
V letech 1917–1922 studoval architekturu na pražské technice (ČVUT) u profesorů Fanty a Engla, roku 1920 byl jedním ze zakladatelů skupiny Devětsil a v letech 1925–1928 studoval architekturu u Josefa Gočára na Akademii výtvarných umění. Od roku 1923 byl členem Spolku výtvarných umělců Mánes a od roku 1937 žil ve Dvoře Králové.

## Dílo
Jako malíř byl Wachsman zpočátku pod silným vlivem francouzského kubismu, později se jeho obrazy blížily surrealismu, ovšem s velmi osobitými poetickými náladami. Ke konci života maloval téměř realistické obrazy s náboženskými tématy, opět s charakteristickou poezií. Působil také jako ilustrátor a divadelní architekt pro Osvobozené i Národní divadlo. V letech 1927–1930 spolupracoval s Josefem Gočárem na návrhu kostela svatého Václava v Praze Vršovicích.

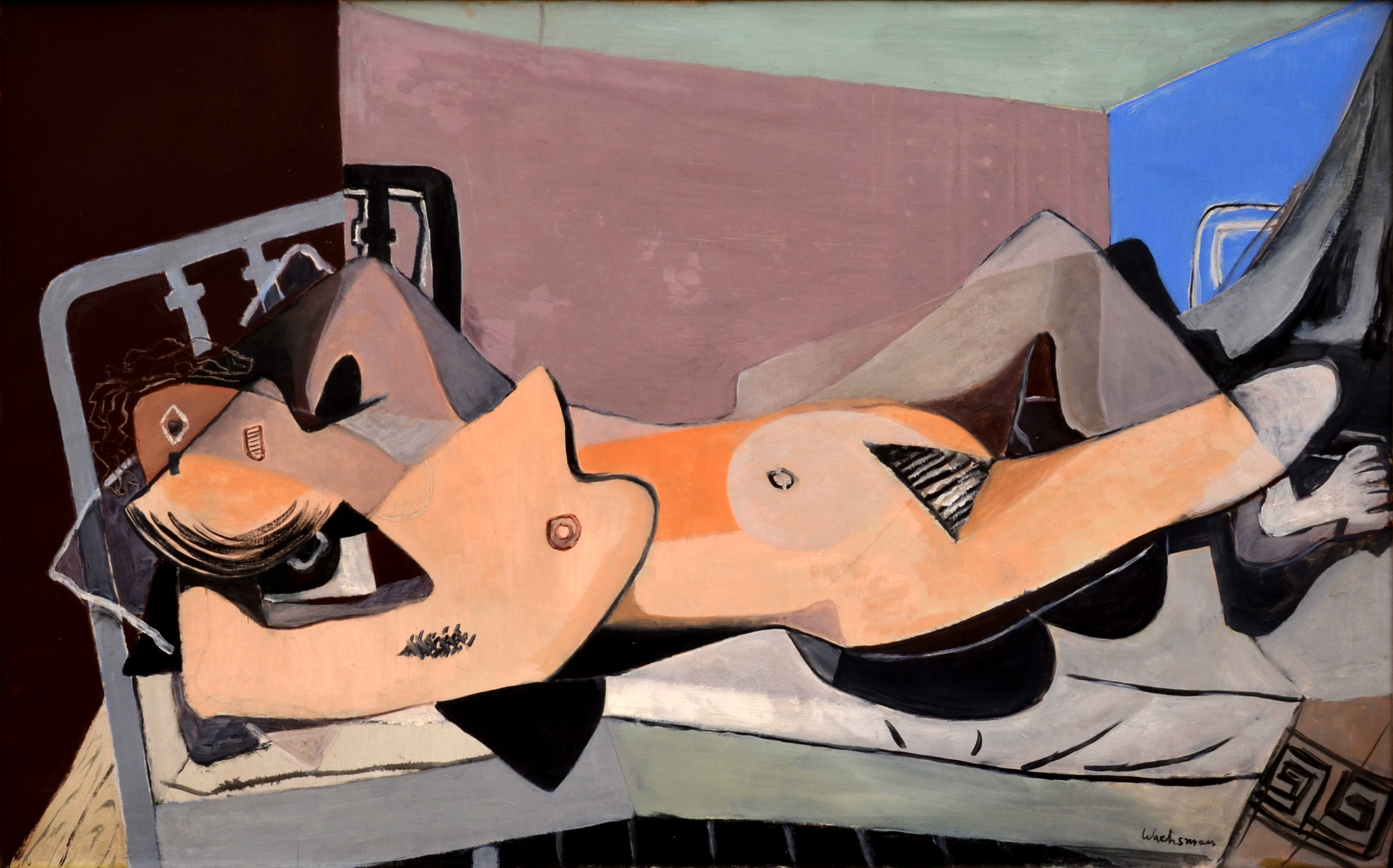
Alois Wachsman, Ležící žena, 1930, AJG Hluboká nad Vltavou
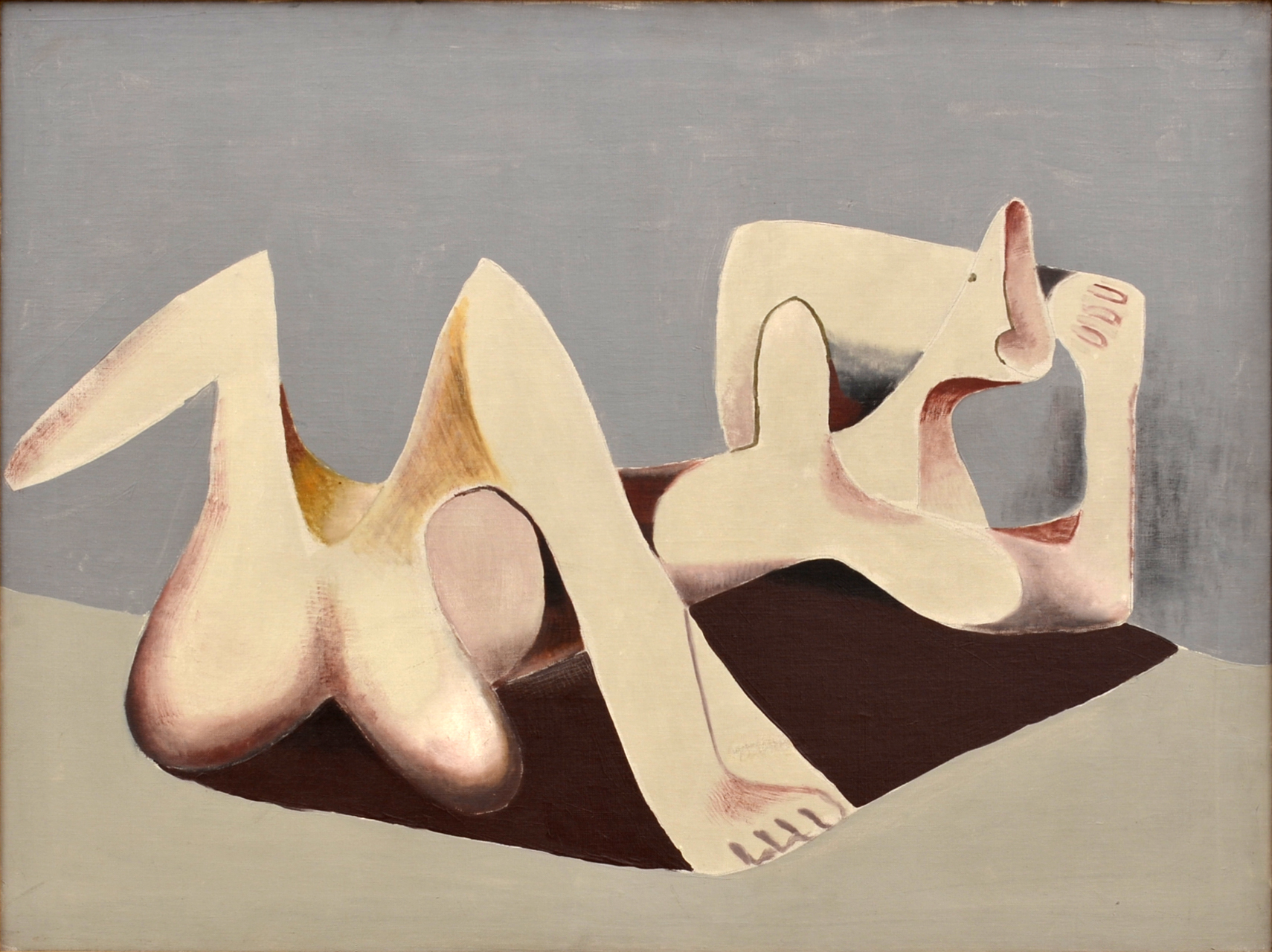
Alois Wachsman, Ležící žena II, 1930, AJG Hluboká nad Vltavou
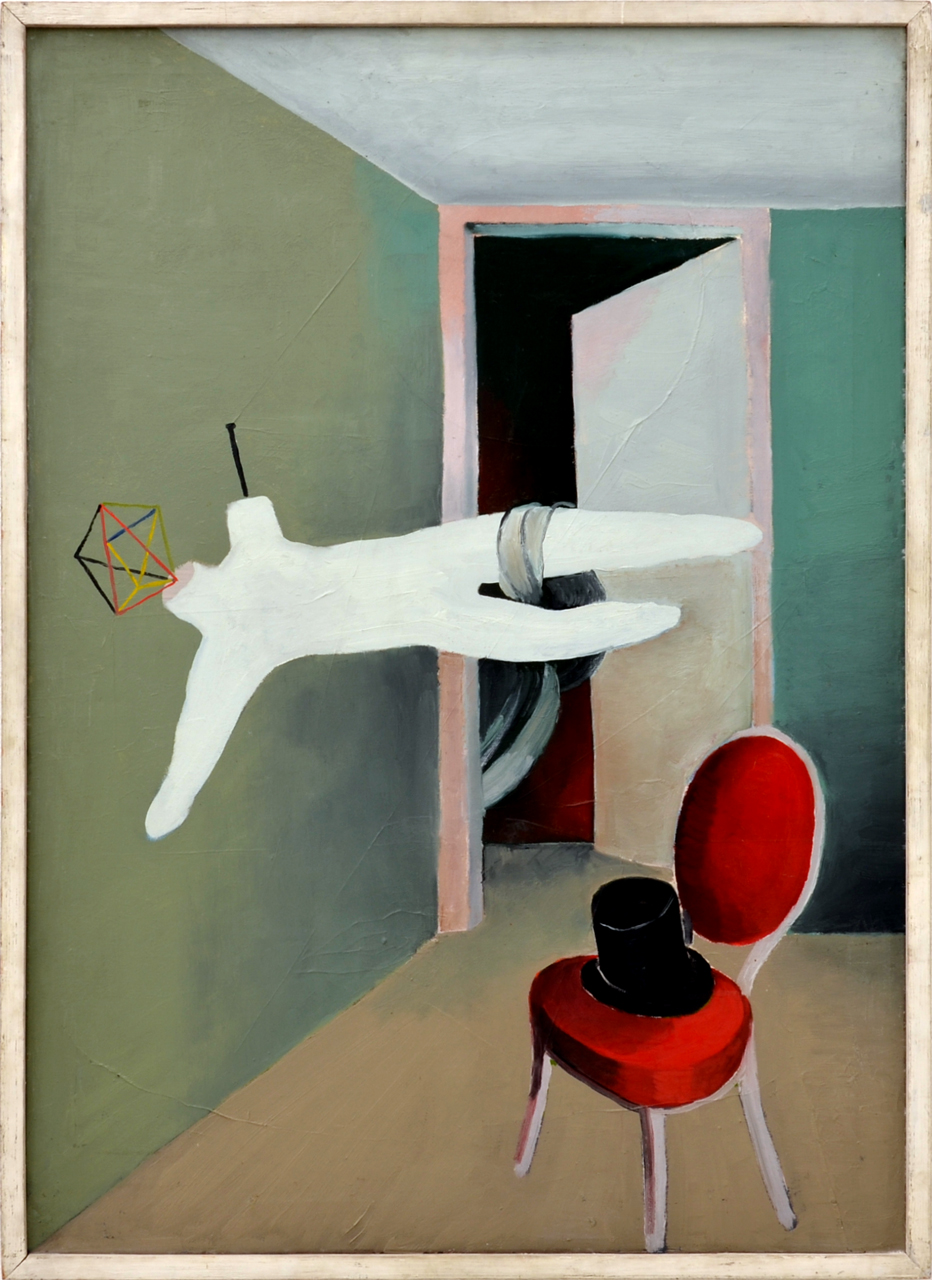
Alois Wachsman, Kouzlo, 1932, AJG Hluboká nad Vltavou
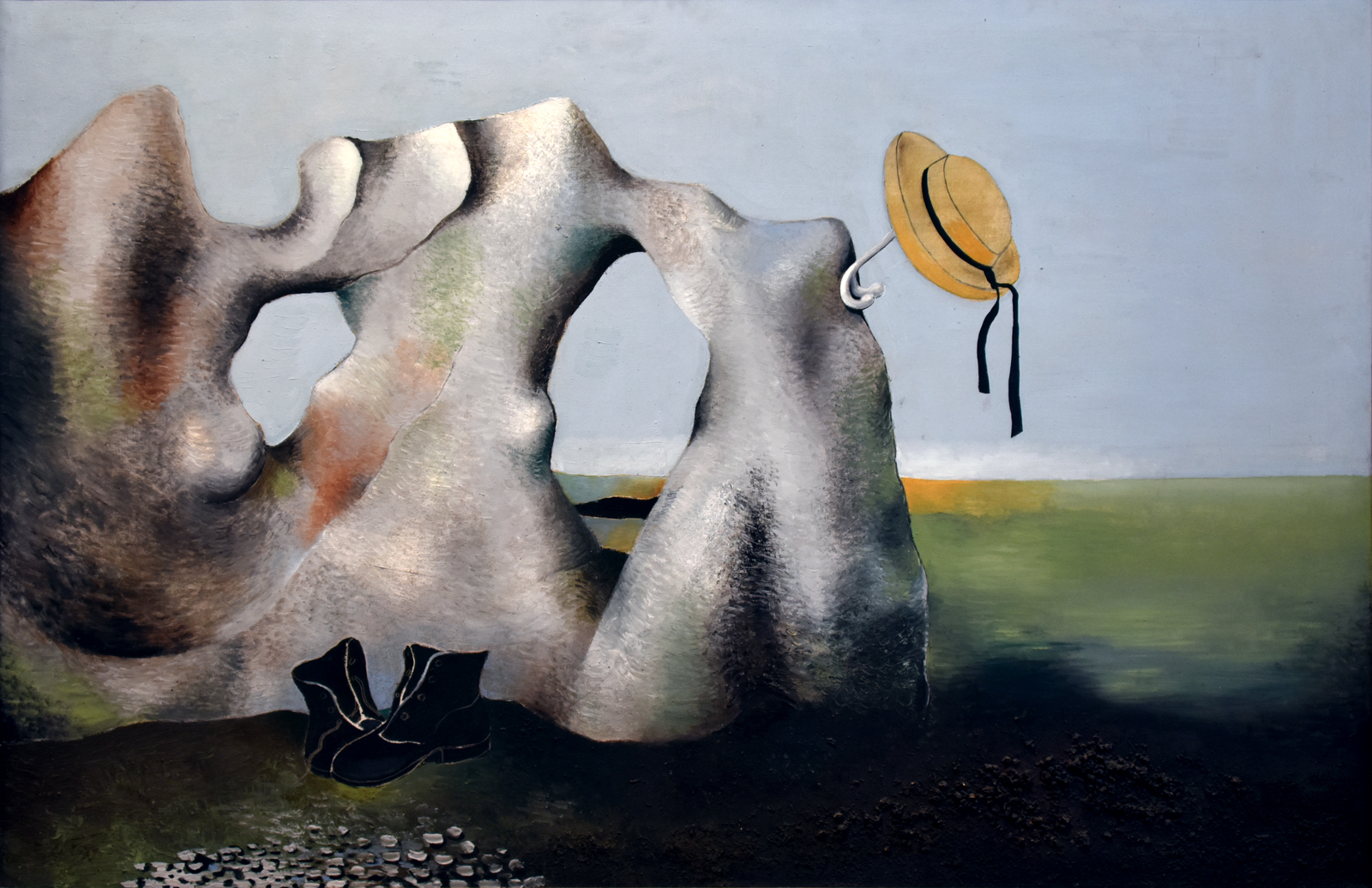
Alois Wachsman, Hanibal ante portas (1935)

## Výstavy
Před válkou se pravidelně účastnil výstav spolku Mánes, samostatná výstava se – mimo jiné i z ideologických důvodů – konala až dlouho po válce:
- Roudnice nad Labem 1968
- Hradec Králové 1979 a 2004
- Pardubice 2005

Národní galerie v Praze má jeho návrh opony pro Osvobozené divadlo, obrazy „Krajina“ z roku 1931, „Getsemanská zahrada“ z roku 1940, „Zátiší s jablky“ a „Poslední soud“ z roku 1942 a řadu dalších.